# Princetown
Princetown – wieś w Anglii, w hrabstwie Devon, w dystrykcie West Devon. Leży 38 km na południowy zachód od miasta Exeter i 292 km na zachód od Londynu.